# Marcelo Mattos
Marcelo Mendonça de Mattos, född 10 februari 1984, är en brasiliansk mittfältare i fotboll. Han spelar för den brasilianska klubben Botafogo.